# Jar Jar Binks
Jar Jar Binks – bohater filmu George’a Lucasa Gwiezdne wojny: Części I Mroczne widmo, Części II Atak klonów i Części III Zemsta Sithów.
Przedstawiciel rasy gungańskiej z jej ojczystej planety – Naboo. W Części I przyczynia się do pojednania ludzi i Gungan, za co zostaje mianowany przez Boss Nassa generałem Armii Gungan. Według Gungan wsławił się szczególnym męstwem w bitwie pod Theed, lecz w rzeczywistości jego osiągnięcia były jedynie dziełem przypadku.
W Części II Jar Jar Binks jest asystentem senator Amidali, a pod jej nieobecność zastępuje ją. Na forum Senatu pod wpływem Palpatine’a składa w jej imieniu wniosek o przyznanie nadzwyczajnych uprawnień Wielkiemu Kanclerzowi Palpatine'owi, co było równoznaczne z utworzeniem Wielkiej Armii Republiki i wybuchem wojny z Separatystami.

## Krytyka
Przedstawienie postaci Jar Jar Binksa było powszechnie krytykowane za infantylność i przesadny ukłon producentów filmu w kierunku najmłodszej widowni. Wcześniej podobna krytyka spadła na postacie ewoków w filmie Powrót Jedi. Jar Jar Binks został uznany przez ABC News za jedną z najgorszych postaci filmowych i telewizyjnych.